# Kanton Saint-Quentin-Sud
Kanton Saint-Quentin-Sud (fr. Canton de Saint-Quentin-Sud) byl francouzský kanton v departementu Aisne v regionu Pikardie. Tvořilo ho šest obcí. Zrušen byl po reformě kantonů 2014.

## Obce kantonu
- Gauchy
- Harly
- Homblières
- Mesnil-Saint-Laurent
- Neuville-Saint-Amand
- Saint-Quentin (jižní část)